# Георги Зуйбаров
Георги Димитров Зуйбаров е деец на БКП. Кмет на Самоковската комуна (1910-1912)

## Биография
Георги Зуйбаров е роден на 14 април 1885 г. в град Самоков. Завършва Самоковската гимназия и специалност право в Софийския университет. Установява се като адвокат в Самоков.
Член на БРСДП (т.с.) от 1905 г. Ръководи стачката на работниците от Кибритената фабрика в Костенец (1909). Кмет на Самоковската комуна (1910-1912).
Мобилизиран и участва в Първата световна война. Общински съветник в Самоков (1919-1923).
След атентата в църквата „Света Неделя“ е арестуван и „изчезва безследно“ през април 1925 г.